# Chick-Bagewadi, Sampgaon
Chick-Bagewadi là một làng thuộc tehsil Sampgaon, huyện Belgaum, bang Karnataka, Ấn Độ.